# Stony Brook Reservation Parkways
Bei den Stony Brook Reservation Parkways handelt es sich um eine Gruppe historischer Parkways auf den Stadtgebieten von Boston und Dedham im Bundesstaat Massachusetts der Vereinigten Staaten, die im Zeitraum von 1894 bis 1956 durch den Landschaftsarchitekten Charles Eliot in Zusammenarbeit mit dem Architekturbüro der Olmsted Brothers errichtet wurden. 
Im Einzelnen handelt es sich dabei um die Straßen Dedham Parkway, Enneking Parkway, Turtle Pond Parkway und West Boundary Road, die innerhalb des Schutzgebiets Stony Brook Reservation liegen. Sie wurden im Jahr 2006 als Historic District in das National Register of Historic Places eingetragen. Die Straßen werden vom Department of Conservation and Recreation (DCR) verwaltet und sind Teil des Metropolitan Park System of Greater Boston.
Die ebenfalls im Park verlaufenden Straßen Smithfield Road und Reservation Road sind als non-contributing property eingetragen.